# Rajčatový džus
Rajčatový džus (či tomatový džus) je džus vyráběný z rajčat. Podává se buď samotný či jako součást alkoholických koktejlů (například Bloody Mary).
Jako nápoj byl poprvé podáván roku 1917 v hotelu French Lick Springs v Indianě ve Spojených státech a v polovině 20. let se dostal na trh. Řada výrobců přidává do rajčatového džusu sůl a další koření (např. sušený cibulový či česnekový prášek).
Rajčatový džus je mimo jiné bohatý na lykopen, což je antioxidant a karotenoid, přispívající ke „snižování rizika výskytu kardiovaskulárních onemocnění, snižování hladiny cholesterolu v krvi, podpoře imunitního systému a ochraně kůže před negativním vlivem UV záření“. Podle řecké studie publikované v lednu 2013 má rajčatový džus rovněž příznivý vliv na svalovou regeneraci u sportovců.